# Sphenorhina latifascia
Sphenorhina latifascia är en insektsart som beskrevs av Walker 1851. Sphenorhina latifascia ingår i släktet Sphenorhina och familjen spottstritar. Inga underarter finns listade i Catalogue of Life.